# Zoï van de Ven
Zoï van de Ven (16 september 1999) is een Nederlands voetbalspeelster. Ze speelt als middenvelder voor SC Braga in de Primeira Liga.

## Clubcarrière
In 2014 begon Van de Ven bij Jong FC Twente, en in 2015 stapte ze over naar het eerste elftal van Twente. Na twee seizoenen tekende ze een contract bij Excelsior Barendrecht. In 2019 maakt ze de overstap naar sc Heerenveen, in de hoop zich meer te kunnen ontwikkelen. Na drie seizoenen bij de Friezen verhuisde Van de Ven terug naar de regio Rotterdam, waar ze een contract tekende bij Feyenoord. Op 23 april 2024 maakte Feyenoord bekend het aflopende contract van Van de Ven niet te verlengen.
Op 29 juni 2024 vond Van de Ven in het Portugese SC Braga haar nieuwe werkgever.

## Statistieken
| Seizoen | Club          | Land      | Competitie         | Wedstrijden | Doelpunten |
| ------- | ------------- | --------- | ------------------ | ----------- | ---------- |
| 2015/16 | FC Twente     | Nederland | Eredivisie         | 9           | 0          |
| 2016/17 | FC Twente     | Nederland | Eredivisie         | 3           | 0          |
| 2017/18 | Excelsior     | Nederland | Eredivisie         | 4           | 1          |
| 2018/19 | Excelsior     | Nederland | Eredivisie         | 10          | 1          |
| 2019/20 | Sc Heerenveen | Nederland | Eredivisie         | 10          | 2          |
| 2020/21 | Sc Heerenveen | Nederland | Vrouwen Eredivisie | 20          | 1          |
| 2022/23 | Feyenoord     | Nederland | Vrouwen Eredivisie | 17          | 2          |
| 2023/24 | Feyenoord     | Nederland | Vrouwen Eredivisie | 17          | 2          |
| 2024/25 | SC Braga      | Portugal  | Primeira Liga      | 0           | 0          |
| Totaal  | Totaal        | Totaal    | Totaal             | 111         | 13         |

Laatste update: 30 juni 2024

## Interlandcarrière
Van der Ven speelde bij Oranje O15, O16 en O17.

## Trivia
- In de zomer van 2018 was Van de Ven te zien de videoclip Lekker met de meiden van zangeres MEROL.[9]